# Arte mozárabe

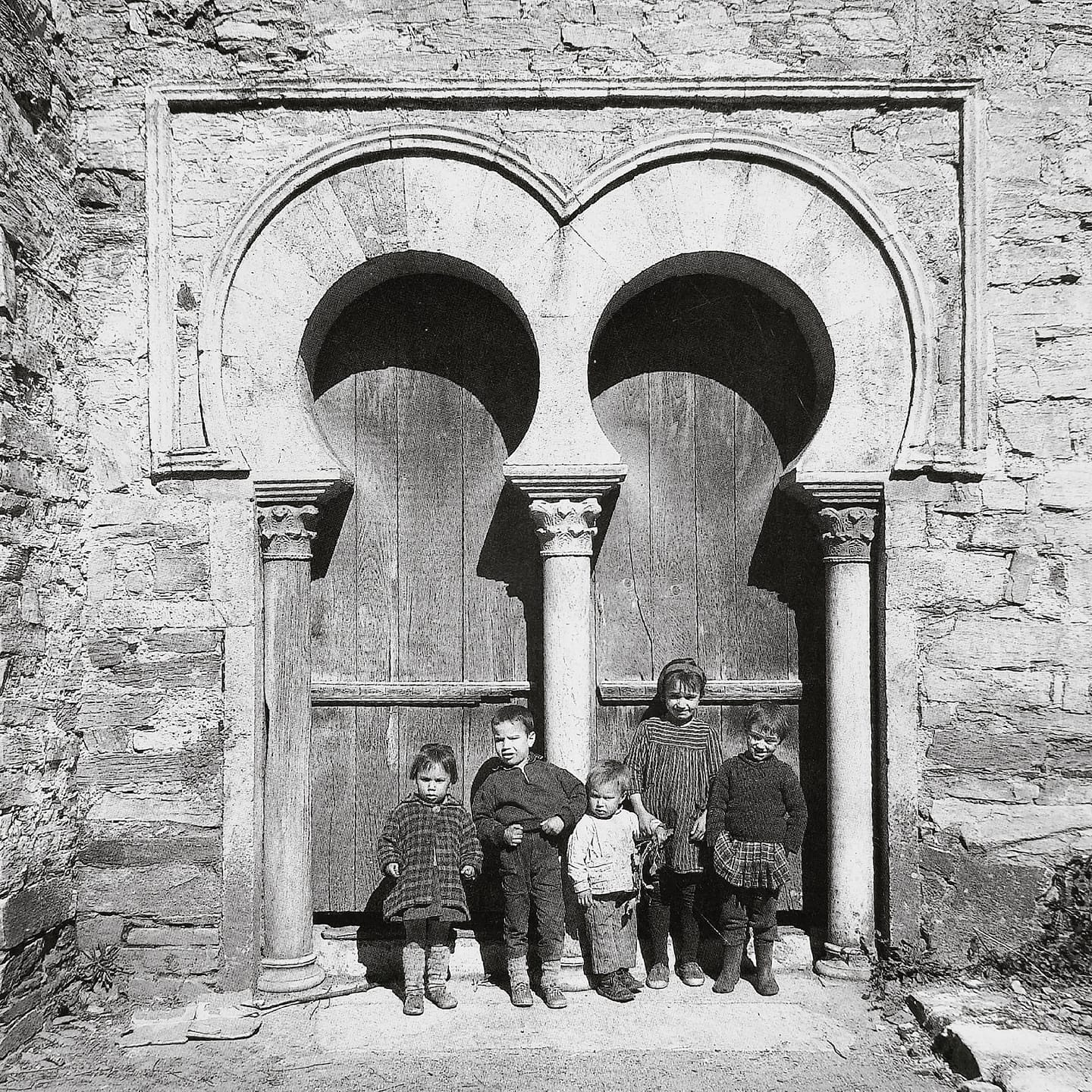
Arcos de herradura en el templo mozárabe de Santiago de Peñalba

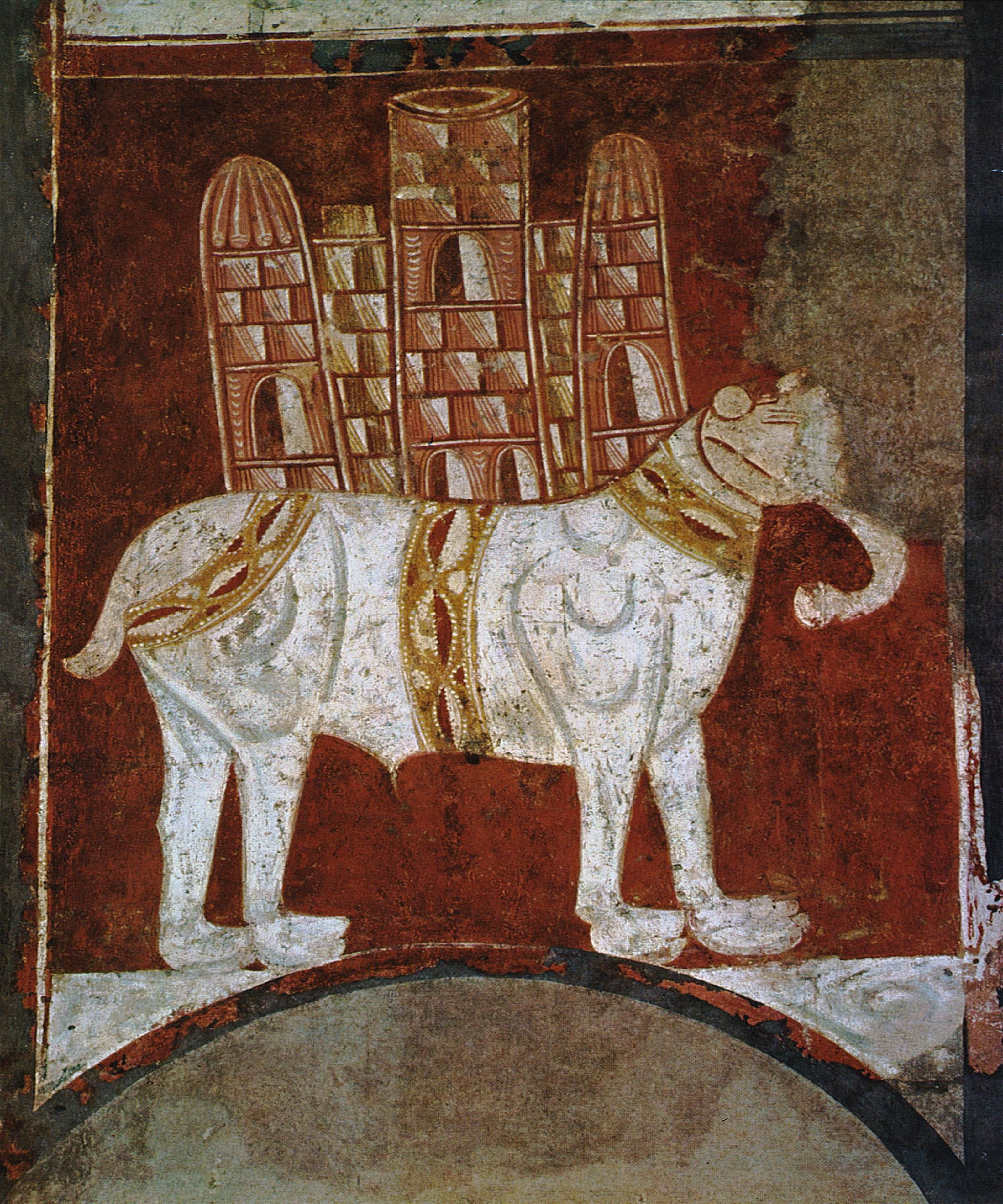
Elefante en San Baudelio de Berlanga

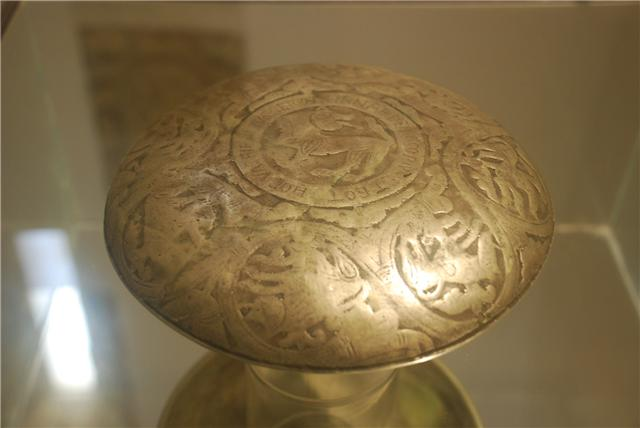
Patena mozárabe del monasterio de Valcavado

El arte mozárabe (del árabe musta 'rab 'arabizado') es un estilo artístico altomedieval que se enmarca dentro del prerrománico y que emergió en Al-Ándalus y en el reino de León. Este estilo fue desarrollado por los cristianos hispánicos que vivieron bajo dominio musulmán, así como en los territorios de expansión de la Corona leonesa, en el período que abarca desde la invasión musulmana en el año 711 hasta finales del siglo XI. Durante este periodo los cristianos cultivaron disciplinas como la pintura, la orfebrería o la arquitectura con marcadas influencias emirales y califales, en un contexto de coexistencia medieval - cristiana, hebrea y musulmana - donde las fronteras cambiaban constantemente. El arte mozárabe desarrollado fuera de al-Ándalus también se considera parte del arte de repoblación.

## Descripción
El arte mozárabe es una expresión artística diversa y mestiza que floreció principalmente en al-Ándalus y en el reino de León durante el siglo X. Se caracteriza por una fusión de influencias, especialmente andalusíes, y muestra una continuidad clasicista, ya sea en la tradición visigoda del norte o con el refinado califato de Córdoba, con raíces bizantinas.
En la meseta leonesa, entre Duero, Esla, Cea y Pisuerga, surgieron construcciones modestas como iglesias de una sola nave con cabecera rectangular, típicas de la primera repoblación, pero también complejos monásticos como San Cebrián de Mazote, Santa María de Wamba, San Salvador de Palat de Rey o San Miguel de Escalada, entre otros.
Las élites leonesas fueron los principales precursores de este arte, desde la monarquía hasta figuras civiles y eclesiásticas del entorno regio, como el obispo San Genadio de Astorga o el noble galaico Rosendo de Celanova. Aunque cristianos del norte, estaban influenciados por gustos andalusíes. Este fue el caso del rey Alfonso III, que incluso envió a su hijo a la corte de los Banu Qasi en Zaragoza.
El arte mozárabe fusiona dos tradiciones, una septentrional cristiana y otra meridional musulmana, que, a pesar de sus diferencias, compartían una raíz clásica mediterránea. Para las personas de esa época no existían distinciones conceptuales entre ambas, considerándolas parte de una tradición común. Este arte se destaca por su gran variedad formal, siendo un estilo promiscuo y original en el contexto del prerrománico europeo. Las construcciones mostraban una mezcla única de estilos, siendo prolíficas en experimentar con estructuras abovedadas, cúpulas, capiteles y relieves, así como en la técnica de la pintura mural "a la romana" con influencia andalusí.

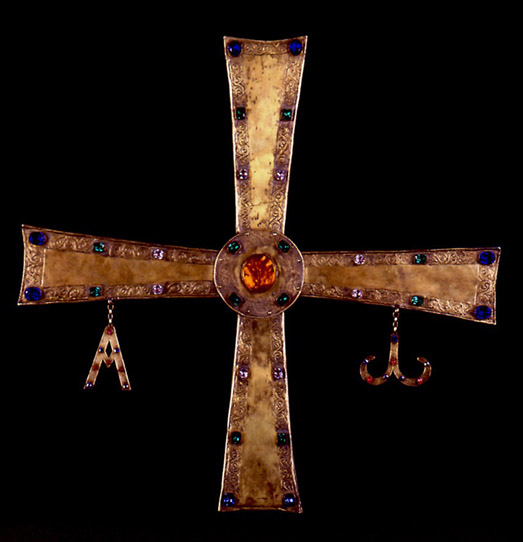
Cruz de Peñalba, pieza de orfebrería mozárabe

Las comunidades de mozárabes en territorio musulmán mantuvieron para la práctica de sus ritos religiosos algunos de los templos visigodos anteriores a la ocupación musulmana y raramente construyeron otros nuevos, pues, si bien existía una determinada tolerancia religiosa, estaban muy limitadas las autorizaciones para la erección de nuevas iglesias.
El desplazamiento de la frontera cristiano-musulmana a la cuenca del Duero impulsó la construcción de nuevos templos, obras en las que se concentraba toda la capacidad artística disponible, a demanda de las necesidades de repoblación. Cuando las condiciones de vida en el Ándalus musulmán se fueron haciendo menos soportables y, por el contrario, los reinos cristianos del norte de la península iniciaban su expansión, algunos de aquellos mozárabes optaron por emigrar hacia los territorios que se les ofrecían. A su cultura hispanogoda se le fueron superponiendo elementos de la musulmana, aportando a los recientes reinos cristianos elementos innovadores en todos los ámbitos.
Si bien existe un subgrupo de templos excepcional, al que se ha agrupado como parte del arte propio del reino de León o del arte de fusión, este tipo de templos mozárabes serían obra de muladíes o de musulmanes convertidos al cristianismo que emigraron desde Al-Ándalus. Este es el caso de Santiago de Peñalba o San Miguel de la Escalada, templos de influencias cordobesas y considerados dos de los grandes logros artísticos en la sociedad de fronteras del reino de León durante el siglo X.

## Literatura mozárabe

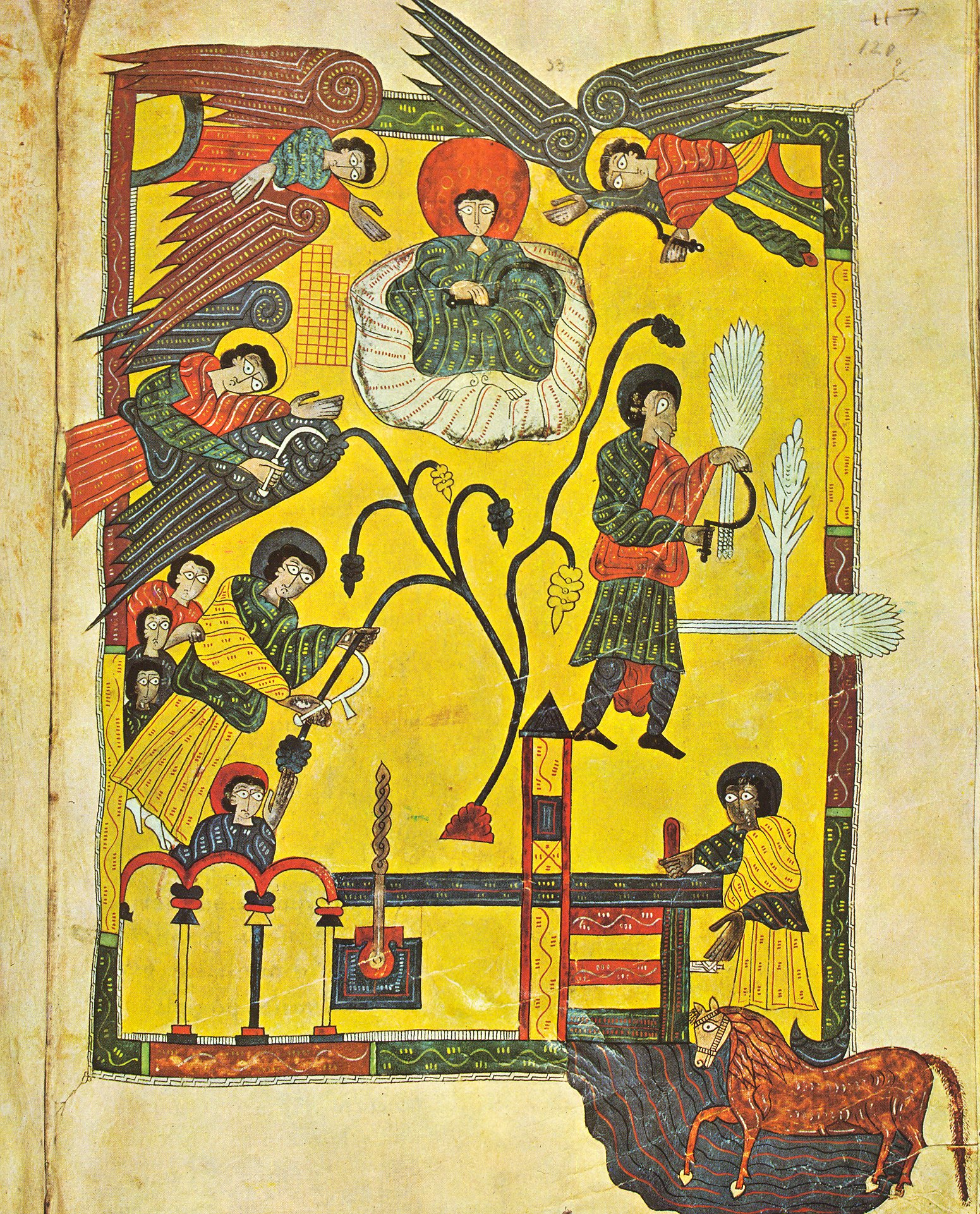
Beato de El Escorial

El principal exponente es la literatura religiosa: misales mozárabes, antifonarios y libros de oraciones creados en los scriptorium de los monasterios. Ejemplos de calidad y originalidad de las miniaturas y manuscritos iluminados son los Comentarios al Apocalipsis de Beato de Liébana, el Beato de Fernando I y doña Sancha o el Beato de Tábara, así como antifonarios como el Antifonario mozárabe de la Catedral de León.
Toledo y Córdoba fueron los centros mozárabes más importantes. Era de Córdoba el abad Esperaindeo, el cual hizo un Apologética contra Mahoma. Y es muy importante para el estudio de la historia de la filosofía el Apologético contra pérfidos de Sansón de Córdoba (864).
De especial interés son las jarchas mozárabes, breves composiciones líricas que cerraban las moaxajas, que surgen entre los siglos XI y XII y se escriben en lengua mozárabe o árabe andalusí. Estos textos representan uno de los primeros testimonios de la poesía en una lengua romance, reflejando la influencia de las tradiciones líricas populares y la coexistencia cultural en al-Ándalus.

## Arquitectura mozárabe

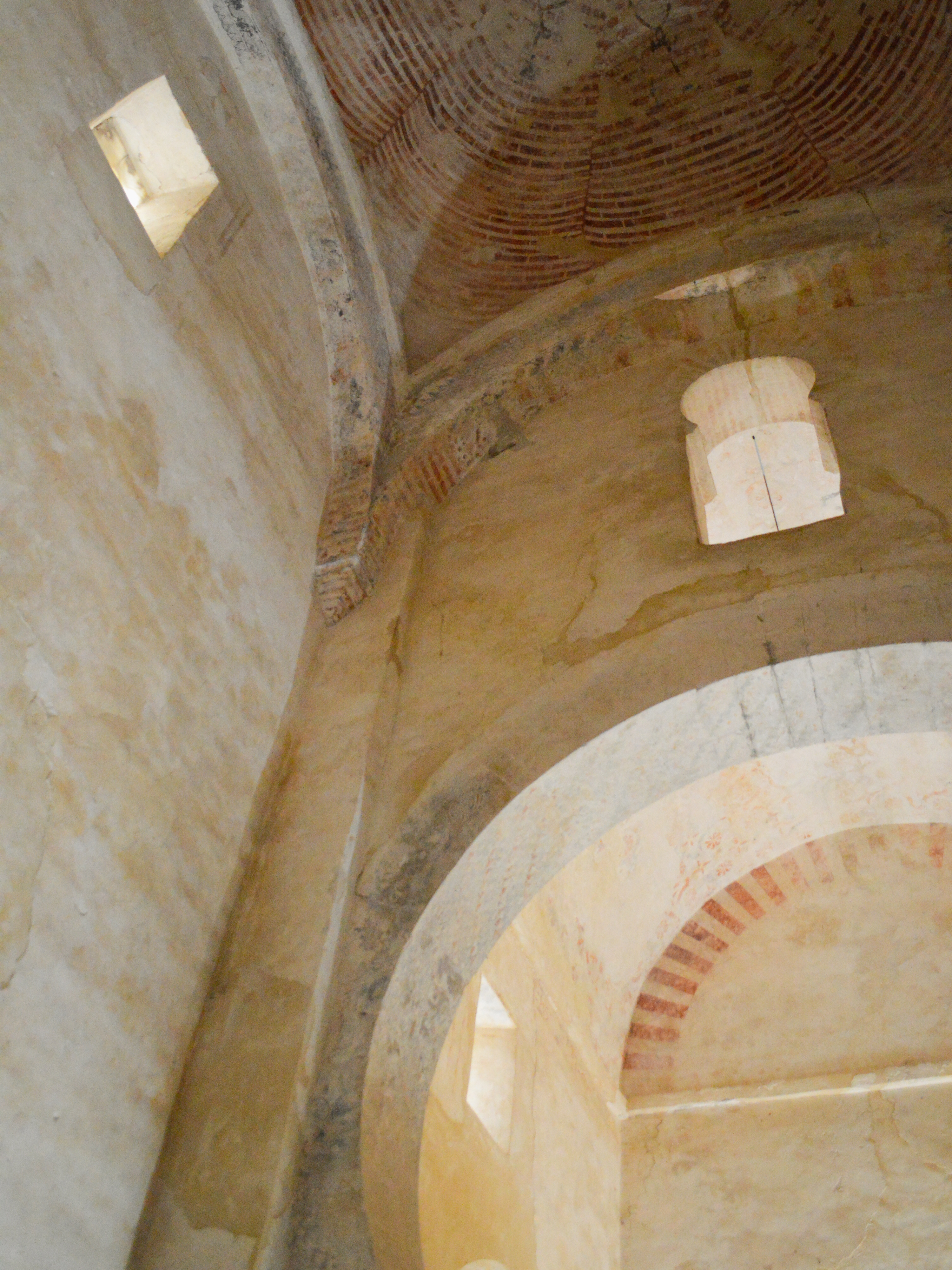
Pinturas murales de estilo califal en Santiago de Peñalba

El arte mozárabe se identifica con la tercera etapa del periodo prerrománico hispano, tras las fases que corresponden al arte visigodo y al arte asturiano.
La arquitectura mozárabe es un compendio de elementos de difícil clasificación, de forma que en ocasiones predominan los de origen paleocristiano, visigodo o asturiano, mientras que otras veces resalta la impronta musulmana. Las principales características que definen la arquitectura mozárabe son las siguientes:
- Un gran dominio de la técnica en la construcción, empleando principalmente sillería a soga y tizón.
- Ausencia o sobriedad de la decoración exterior.
- Diversidad en las plantas, si bien la mayoría destacan por las pequeñas proporciones y espacios discontinuos cubiertos por cúpulas (de arista, gallonadas, de nervios de crucería califal...).
- Uso del arco de herradura al estilo islámico califal, muy cerrado y con el peralte de dos tercios del radio.
- Uso del alfiz.
- Uso de la columna como soporte, coronada por un capitel corintio decorado con elementos vegetales muy estilizados.
- Los aleros sobresalen y se asientan sobre modillones de lóbulos.

### Mozárabe en al-Ándalus

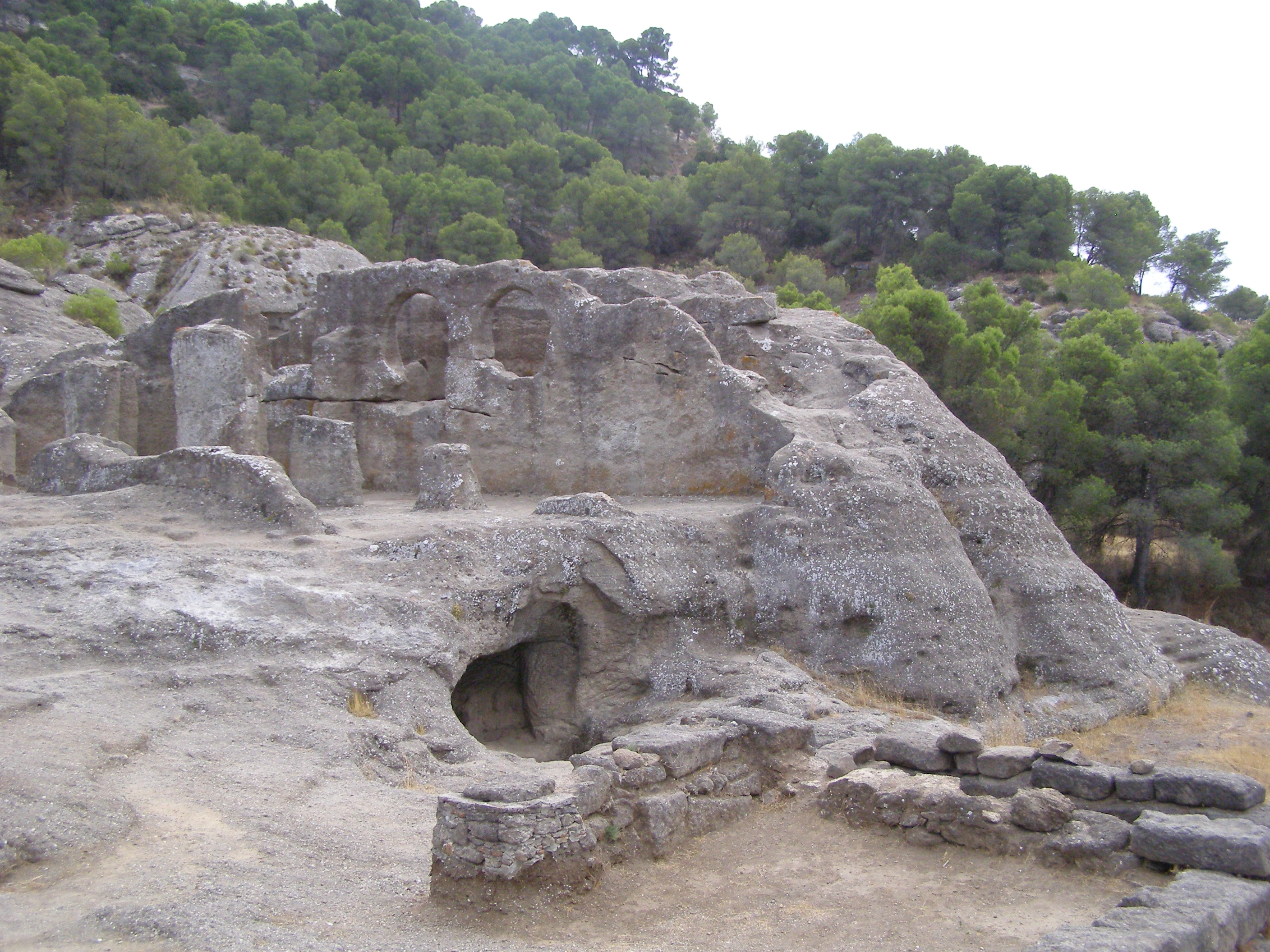
Ruinas del templo rupestre de Bobastro (Málaga)

Dentro del territorio conquistado por al-Ándalus apenas han quedado testimonios de templos construidos por mozárabes. El ejemplo más destacado son las iglesias rupestres de Bobastro, situadas en Ardales, provincia de Málaga. Este singular enclave, excavado en la roca, formó parte de un complejo defensivo y religioso durante la rebelión liderada por Omar ibn Hafsún, un líder convertido al cristianismo que desafió al emirato de Córdoba en el siglo IX. Bobastro, además de su función litúrgica, simbolizó la resistencia frente al poder islámico, dejando un legado arquitectónico e histórico que refleja la tensión y las influencias culturales de la época.
Por lo tanto, sólo se conservan dos ejemplos de la arquitectura mozárabe en territorio musulmán:
- Ruinas de la iglesia de Bobastro (Málaga)
- Iglesia de Santa María de Melque (Toledo)

### Mozárabe leonés

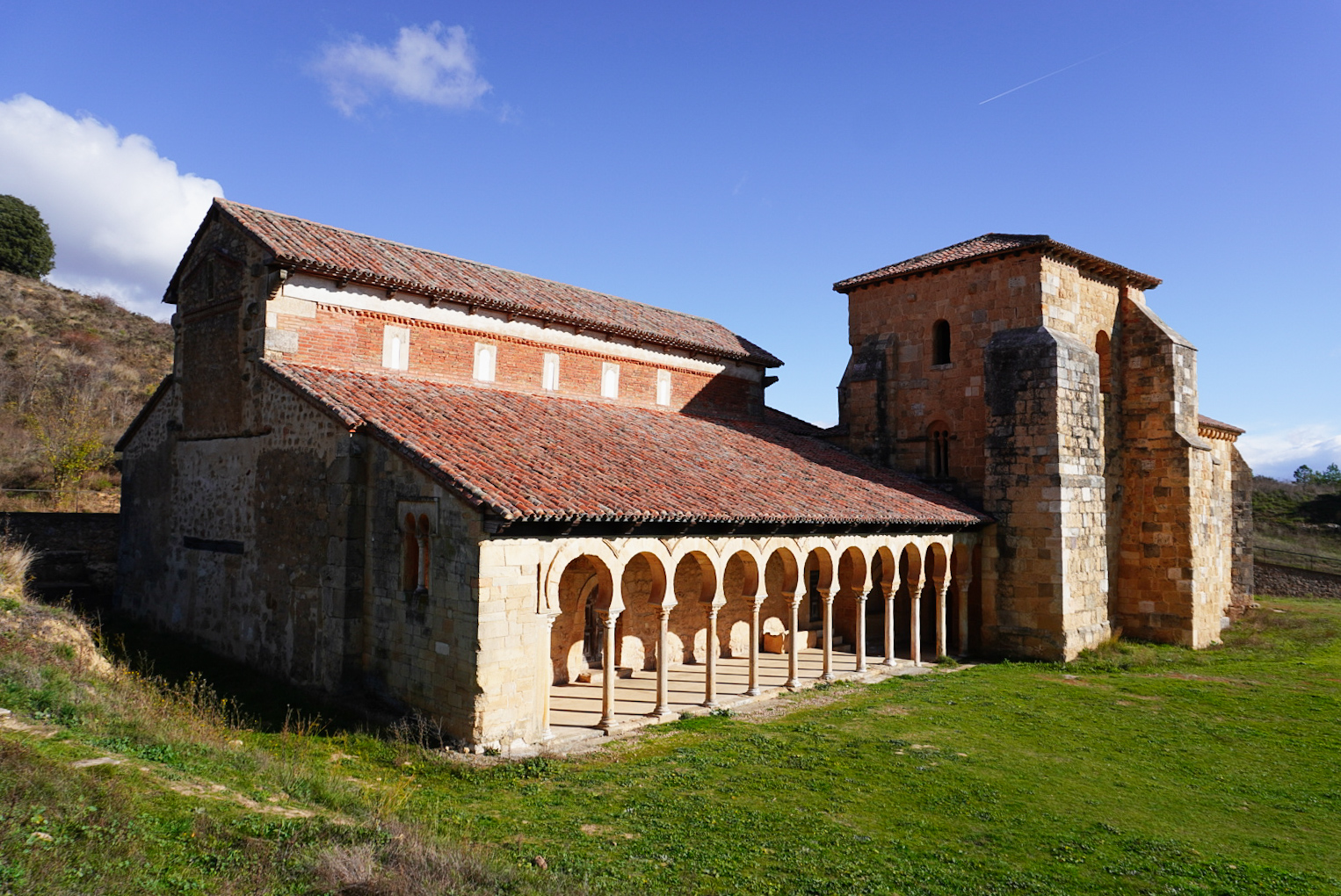
Monasterio de San Miguel de Escalada (León), fundado en el año 913 y obra de monjes cordobeses

El mozárabe leonés es el conjunto caracterizado por ser el mejor conservado y sofisticado de este periodo, reflejando aportaciones culturales y estilísticas del Califato de Córdoba. Estas influencias se manifiestan en los arcos de herradura con alfiz perfectamente ejecutados, las elaboradas articulaciones espaciales, la  preferencia  por  la columna como  elemento  de  soporte o las pinturas murales interiores de estilo andalusí.Los ejemplos más importantes son:
- Iglesia de Santiago de Peñalba (León)
- Monasterio de San Miguel de Escalada (León)
- Iglesia de San Cipriano de San Cebrián de Mazote (Valladolid)
- Iglesia de San Salvador de Palat del Rey (León)
- Ermita de Santo Tomás de las Ollas (León)
- Capilla de San Miguel de Celanova (Orense)
- Iglesia de Santa María de Lebeña (Cantabria)
- Ermita de San Román de Moroso (Cantabria)
- Monasterio de San Millán de Suso (La Rioja)
- Iglesia de Santa María de Wamba (Valladolid)

### Iglesias de repoblación de difícil clasificación o transicionales

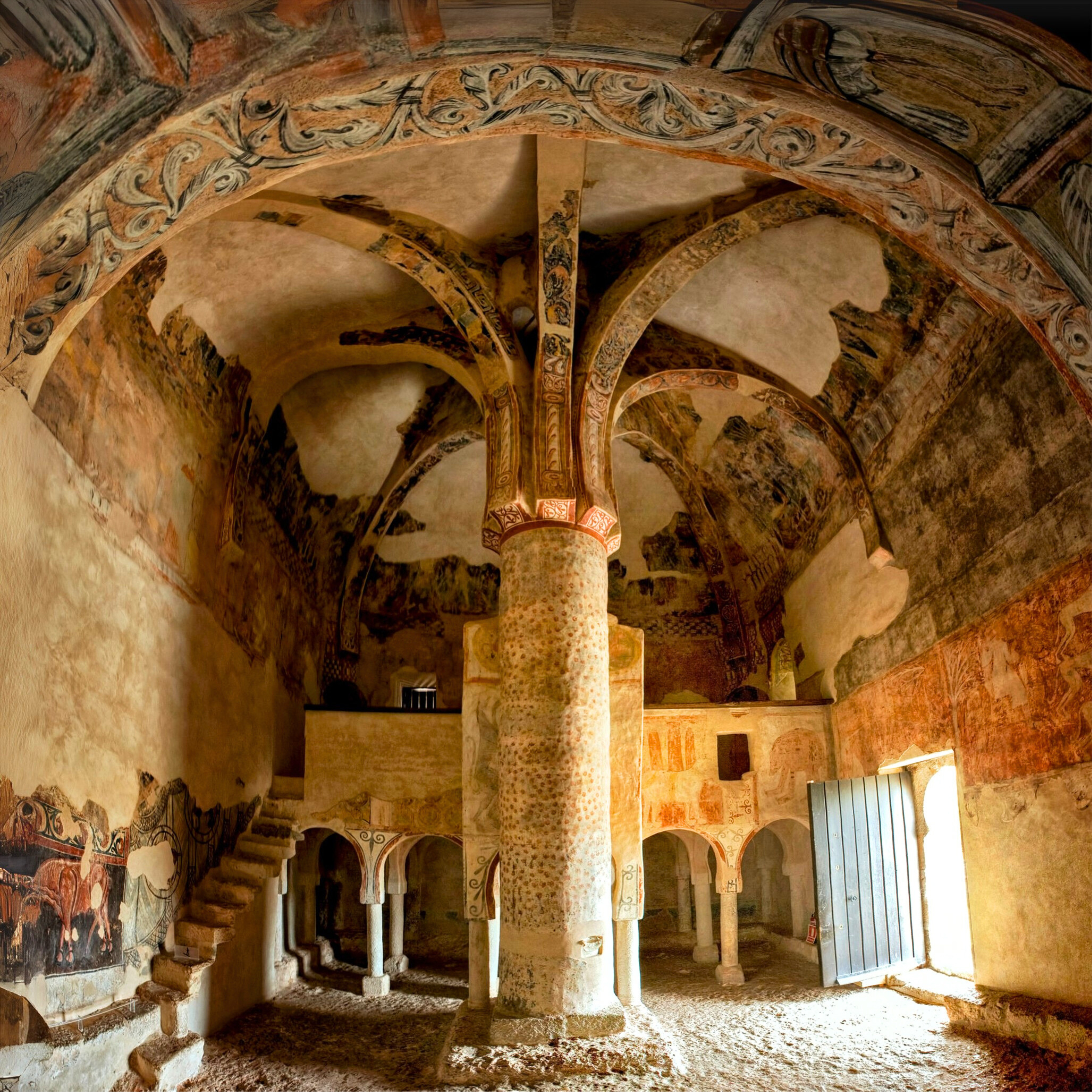
Interior pictórico de San Baudelio de Berlanga (Soria)

Estas iglesias y ermitas presentan características híbridas, combinando aportaciones mozárabes en templos de origen visigodo y, en muchos casos, con ampliaciones posteriores durante el periodo románico. Un ejemplo destacado es la ermita de San Baudelio de Berlanga en Soria, la más enigmática de este grupo, notable por su estructura singular con una columna central que sostiene una bóveda en forma de palmera y sus pinturas murales.
- Ermita de San Baudelio de Berlanga (Soria)
- Monasterio de San Juan de la Peña (Huesca)
- Iglesia del Monasterio de Leyre (Navarra)
- Iglesia de San Quirico de Pedret (Barcelona)
- Iglesia de San Cristóbal (Cabrils, Barcelona)
- Ermita de San Julián de Boada (Gerona)
- Iglesia de Santa María de Matadars (Barcelona)
- Ermita de Santa Céntola y Elena (Burgos)
- Iglesia de San Vicente del Valle (Burgos)

### Iglesias de Serrablo

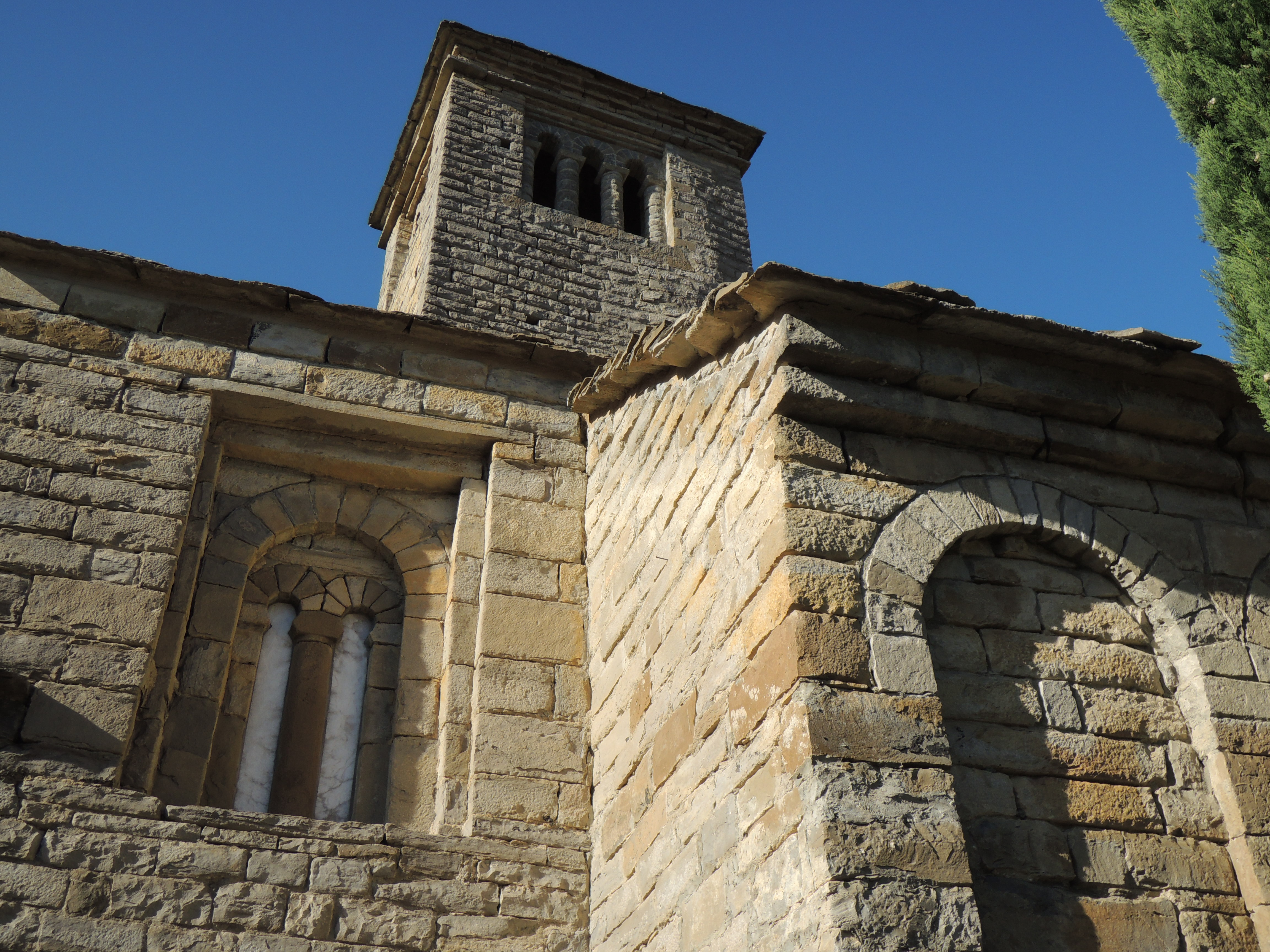
Iglesia de San Pedro de Larrede

Las iglesias de Serrablo, situadas en el Alto Aragón y datadas entre los siglos X y XI, reúne un grupo de iglesias de características homogéneas y difícil clasificación, ya que combinan elementos prerrománicos, mozárabes, lombardos y características que anticipan el románico, por lo que también se le denomina protorrománico o primer románico aragonés. Estas construcciones suelen presentar plantas de nave única y un incipiente uso de bóvedas de medio cañón. Tres serían los elementos arquitectónicos que ponen de manifiesto el mozarabismo con la influencia musulmana: las torres-campanario, el arco de herradura rebajado y el alfiz.
- Iglesia de San Pedro de Lárrede (Huesca)
- Iglesia de San Juan de Busa (Huesca)
- Iglesia de San Bartolomé de Gavín (Huesca)
- Iglesia de San Martín de Oliván (Huesca)
- Iglesia de San Andrés de Satué (Huesca)
- Ermita de San Juan Bautista de Rasal (Huesca)

## Pintura mozárabe
La pintura mozárabe destaca por su contribución a la ilustración de manuscritos iluminados religiosos, siendo los beatos uno de sus logros más significativos. Las características de la pintura mozárabe incluyen colores vivos y llamativos, particularmente el amarillo intenso, figuras con un estilo a veces bárbaro e infantil, elementos caligráficos, animales fantásticos, letras ornamentales hechas con figuras humanas, motivos arquitectónicos de arcos en herradura y entrelazados caprichosos. Este estilo evolucionó desde un inicial influjo bizantino-merovingio hacia un carácter islámico-carolingio, incorporando elementos de la escuela carolingia y arabescos islámicos.
Ejemplos destacados de la pintura mozárabe incluyen el Beato de San Miguel de Escalada, el de Tábara, el de Valcavado y el de Gerona. Asimismo, la Biblia de León del año 920 y la Biblia mozárabe de León del 960 son notables, con la última considerada como una de las Biblias mozárabes mejor documentadas.

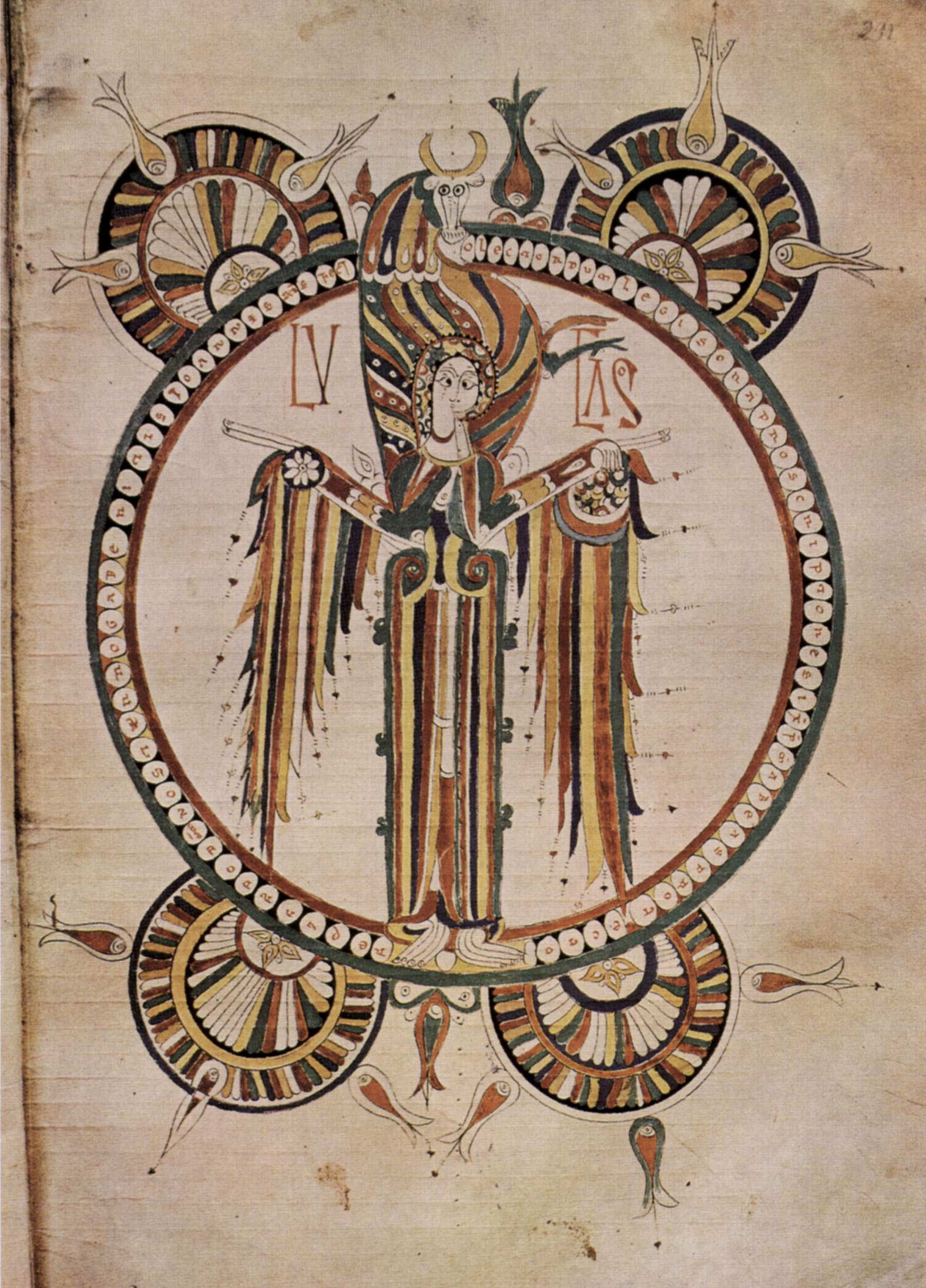
Biblia de León de 920
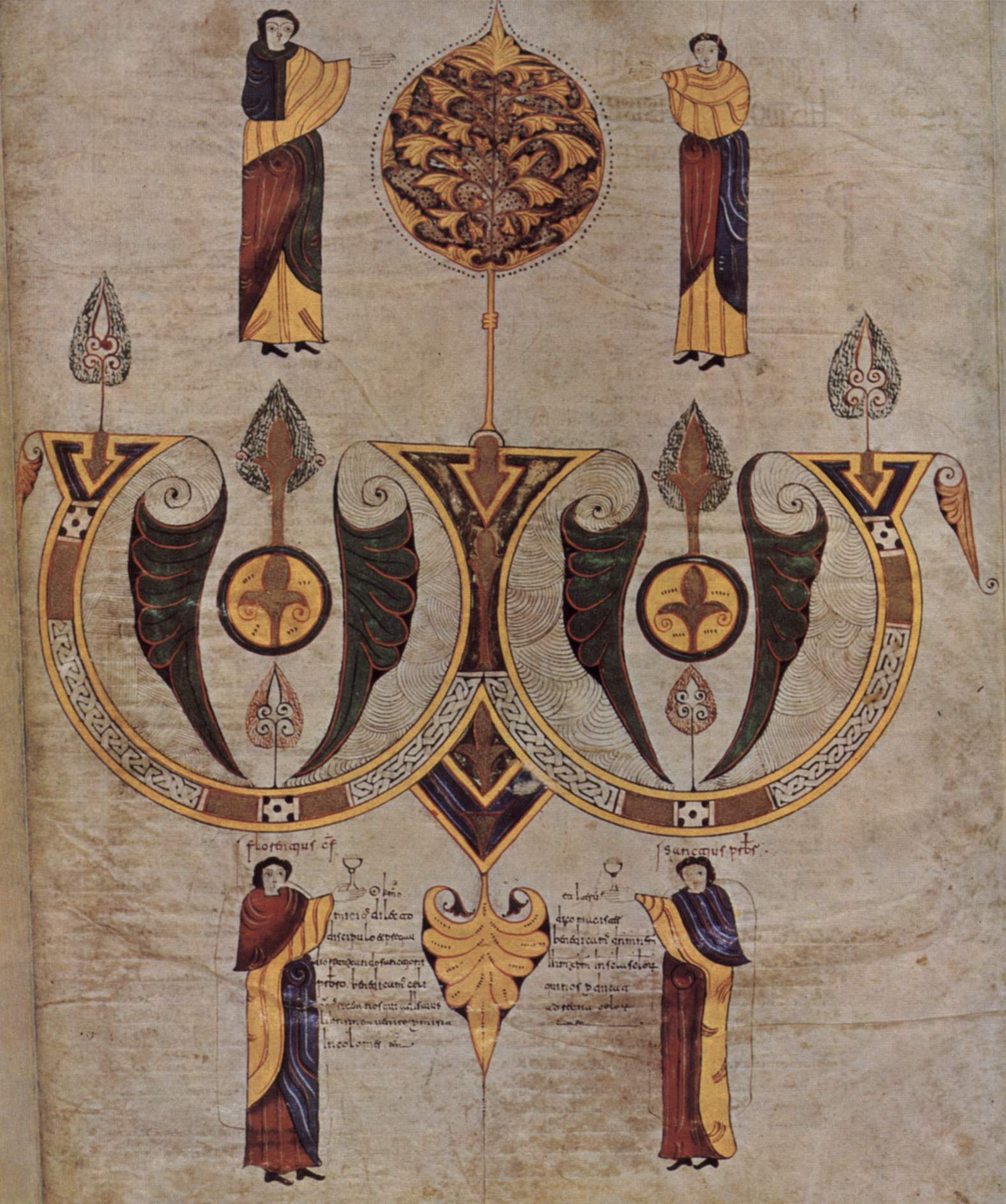
Codex biblicus legionensis
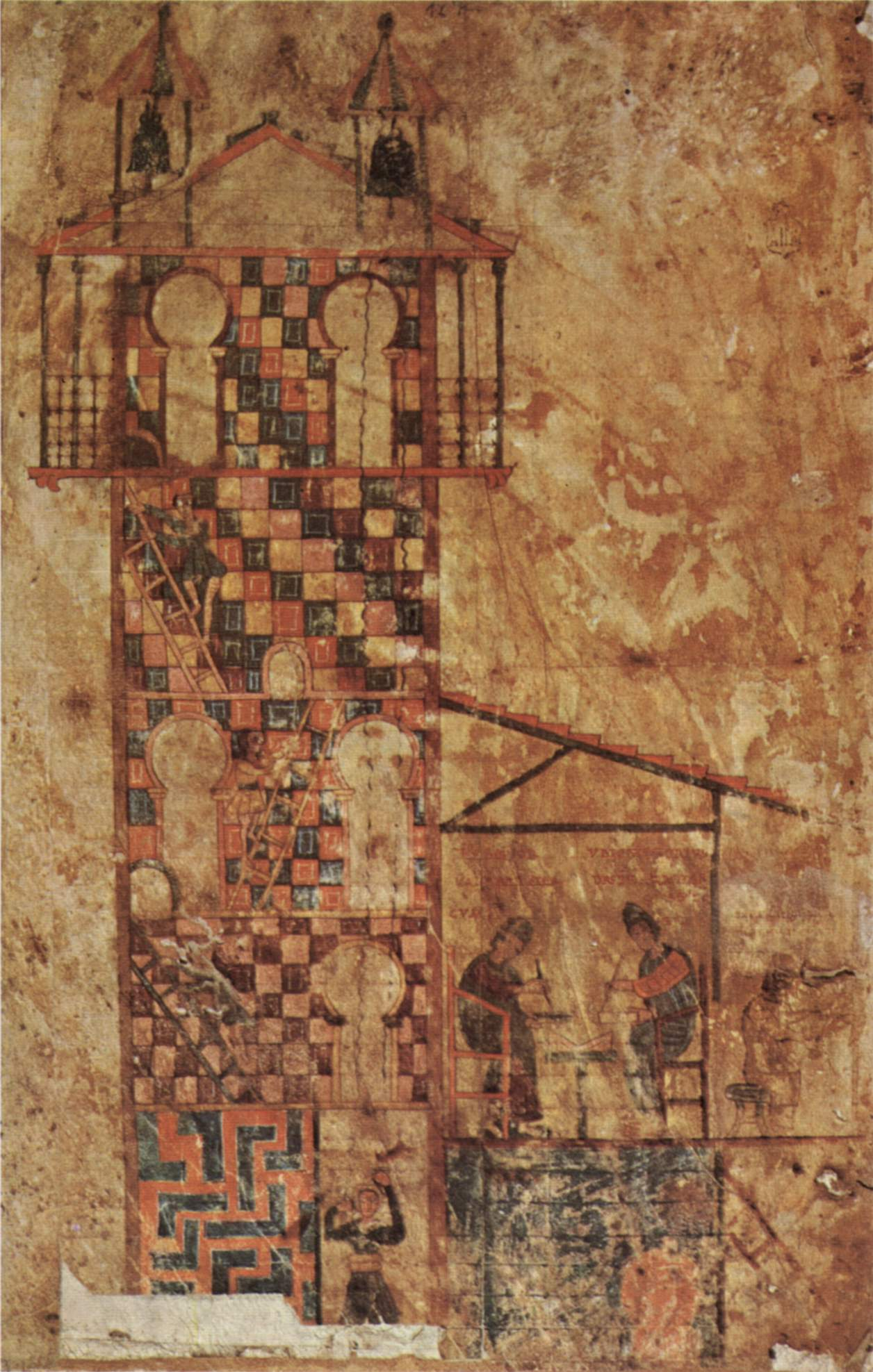
Beato de Tábara
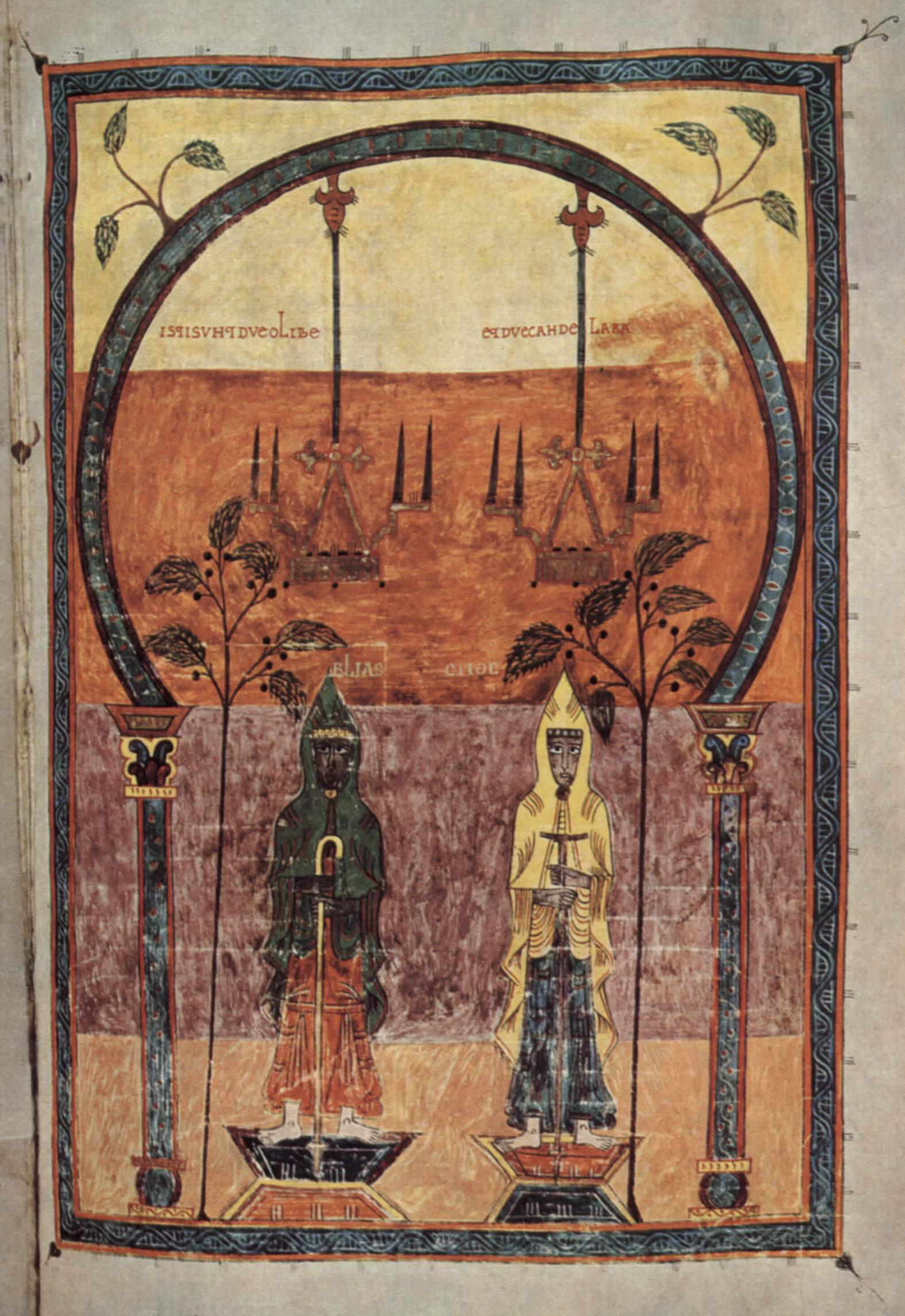
Beato de Gerona
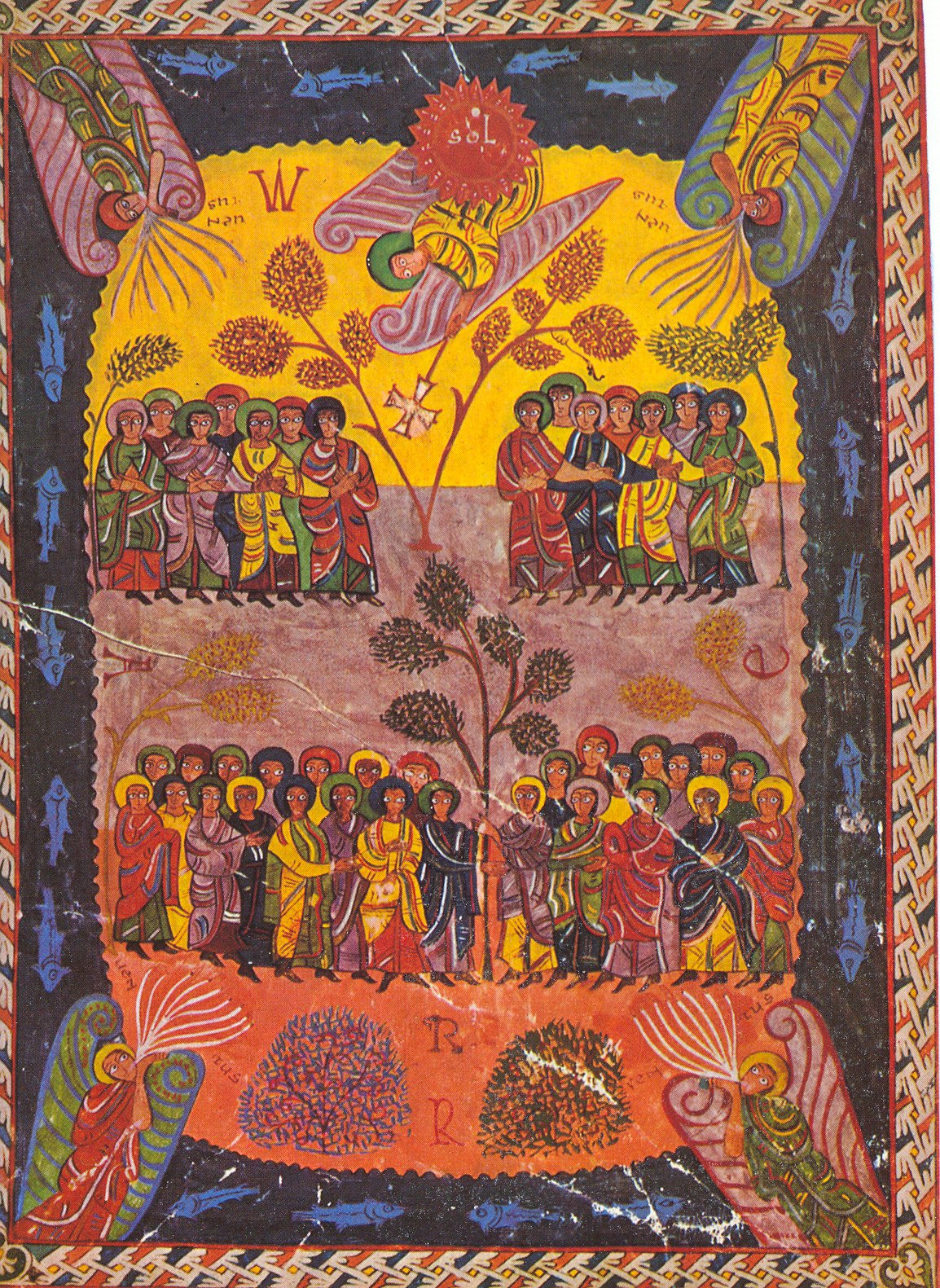
Beato Morgan

## Escultura mozárabe

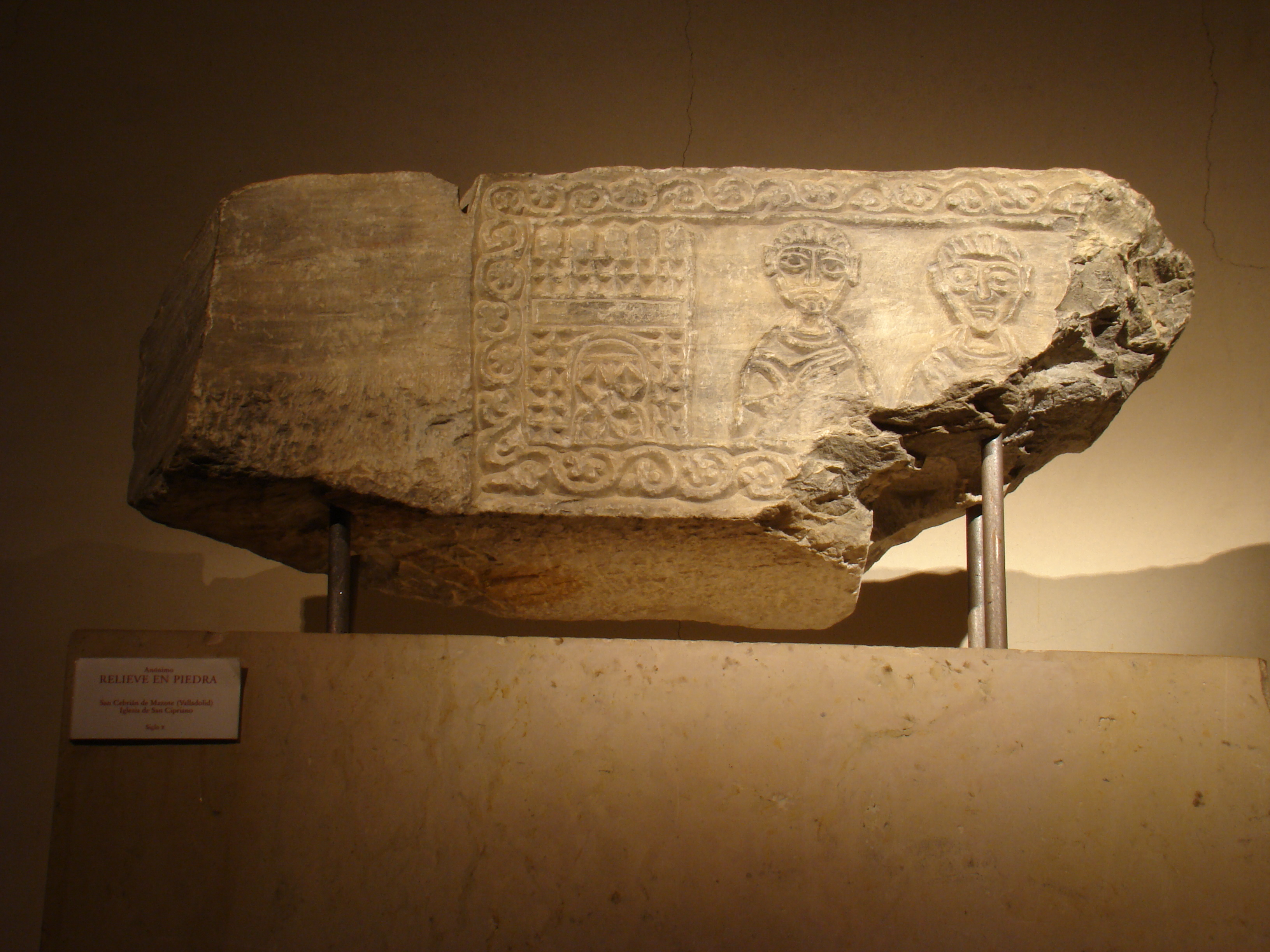
Bloque de piedra originario de San Cebrián de Mazote

La escultura del arte mozárabe se caracteriza por su naturaleza plana, generalmente esculpida en bisel, siguiendo las técnicas empleadas en períodos anteriores. Los temas predominantes son habitualmente de índole vegetal y geométrica, con escasos ejemplos de representaciones figurativas. Esta manifestación artística se encuentra principalmente en capiteles, destacando obras de gran calidad como las presentes en San Miguel de Escalada o Santiago de Peñalba.
Un elemento distintivo de esta época es la decoración de los modillones de piedra o madera que sostienen el alero del tejado en diversas construcciones. Estos modillones exhiben motivos decorativos, generalmente compuestos por dibujos geométricos inscritos en lóbulos, contribuyendo así a la singularidad estilística de la escultura mozárabe.
No obstante, la escultura sobreviviente de este periodo es escasa, siendo notable un raro bajorrelieve en San Cebrián de Mazote. Adicionalmente, se han hallado elementos escultóricos provenientes de San Millán de la Cogolla, como marfiles que incluyen los brazos de una cruz y un ara portátil, evidenciando la influencia del arte califal cordobés.

## Orfebrería mozárabe

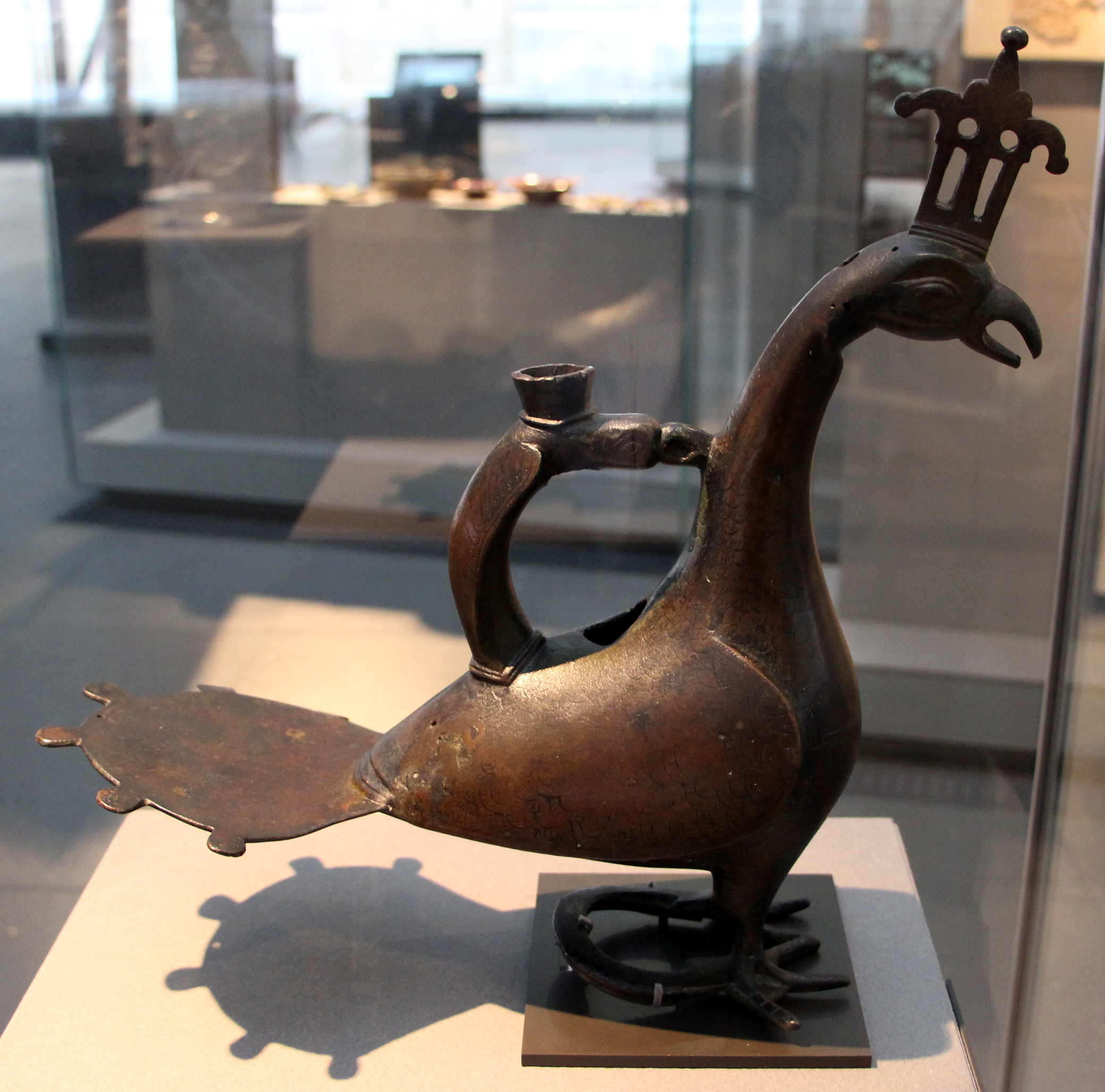
Aguamanil con inscripción bilingüe en árabe y en latín encriptada, pero que se puede interpretar como la fecha de fabricación (año 972) y el nombre del artista, Abd al-Malik al-Nasrani, es decir, "el cristiano".

La orfebrería mozárabe en al-Ándalus integró elementos decorativos y técnicas propias del arte islámico, como el uso de inscripciones en árabe y motivos geométricos y vegetales. Un ejemplo destacado es un aguamanil en forma de pavo, fechado en el año 972, que se conserva en el Museo del Louvre. Esta pieza contiene una inscripción bilingüe en árabe y latín, donde se menciona al artesano Abd al-Malik al-Nasrani, identificado como un cristiano que trabajaba en el contexto cultural islámico de Medina Alzahira durante el califato de Al-Hakam II.
Entre las piezas relevantes de este periodo también se encuentra la campana del Abad Samsón, considerada la campana de culto más antigua documentada en la península ibérica. Por la inscripción grabada en ella, se sabe que fue donada en el año 930 por el abad Samsón al Monasterio de San Sebastián del Monte, situado en la Sierra de Córdoba.
En los territorios cristianos, la influencia de la estética y las técnicas de la orfebrería andalusí se manifiesta en diversas piezas litúrgicas y ornamentales. Entre los ejemplos más relevantes se encuentran la Cruz de Peñalba, que presenta grafía mozárabe, el cáliz de Santo Domingo de Silos, y otras obras como una cruz procesional y un ara de marfil procedentes de San Millán de Suso. Asimismo, destaca la Arqueta de las Ágatas de San Isidoro de León, como una muestra del influjo del arte islámico en la producción cristiana.

## Arte mozárabe, leonés o de repoblación
Tras la publicación en 1897 de la obra de Francisco Javier Simonet sobre los mozárabes de España y la monografía de Manuel Gómez-Moreno en 1919 sobre las iglesias mozárabes, se atribuyó el carácter mozárabe a las iglesias construidas en territorios cristianos desde finales del siglo IX hasta principios del XI, empleando el término mozárabe para designar la arquitectura y el arte relacionado con ella. Aunque la denominación tuvo gran aceptación, la historiografía moderna ha cuestionado el término «mozárabe», proponiendo alternativas como «arte de repoblación» o arte leonés, generando controversias académicas en torno a la designación más adecuada para este periodo. A pesar de estos debates, el término «arte mozárabe» sigue siendo el más utilizado en la academia y la divulgación cultural.